# ウォルター・ジョン・ウィリアムズ
ウォルター・ジョン・ウィリアムズ（Walter Jon Williams、1953年10月15日 - )は、アメリカ合衆国ミネソタ州出身のSF作家。
ロジャー・ゼラズニイの『地獄のハイウェイ』へのオマージュでもある『ハードワイヤード』や『必殺の冥路』はサイバーパンク小説である。しかしウィリアムズはサイバーパンクだけでなく、笑劇（銀河快盗伝シリーズ）、ポストサイバーパンク風スペースオペラ (Aristoi)、ミリタリーSF（Dread Empire's Fall シリーズ）、歴史改変SF ("Wall, Stone, Craft")、サイエンス・ファンタジー (Metropolitan, City on Fire)、災害スリラー (The Rift)、スター・ウォーズ小説版（ニュージェダイオーダーシリーズの『運命の道』）、歴史冒険小説、警察小説 (Days of Atonement) など様々なジャンルを手がけており、その多くはSFの文脈上にある。また、シェアード・ワールドSFのワイルドカードシリーズの作品もある。
ミネソタ州ダルースで生まれ、ニューメキシコ大学に入学し1975年に卒業。現在はニューメキシコ州ヴァレンシア郡（アルバカーキの南）に住んでいる。
ジョージ・R・R・マーティンらと共にロールプレイングゲームをやっていて、ロールプレイングゲームのノベライズやルールブックの執筆もしたことがある（「サイバーパンク2.0.2.0.」など）。

## 著書（邦訳があるもの）
- 『進化の使者』 Ambassador of Progress
- 『ナイト・ムーヴス』 Knight Moves
- 『ハードワイヤード』 Hardwired
- 『必殺の冥路』 Voice of the Whirlwind
- 銀河快盗伝
  - 『帝国の秘宝』 The Crown Jewels
  - 『エルトダウンの炎』 House of Shards
- マーカム家の海の物語（ジョン・ウィリアムズ名義）
  - 『若者は恐れずに歌った』 The Orivateer
  - 『ジョニーよ帆をあげ舵につけ』 The Yankee
  - 『サムは軍艦に乗って行ってしまった』 The Raider
  - 『風よわが兄弟に急を告げよ』 The Mocedonian
  - 『かくてわれらが戦いは終わりぬ』 Cat Island
- スター・ウォーズ
  - 『スター・ウォーズ -運命の道』 Star Wars: Destiny's Way

## 受賞歴
- "Foreign Devils"（1996年） - サイドワイズ賞短編賞
- "The Green Leopard Plague"（2004年） - ネビュラ賞 中長編小説部門